# 常動曲 (ノヴァーチェク)
常動曲（無窮動,Perpetuum mobile）は、オトカル・ノヴァーチェクが作曲したヴァイオリンとピアノのための小品。作曲者の中では最も有名な作品であり、数多くあるヴァイオリン小品の中でも有名な一曲である。

## 概要
ヴァイオリンパートは超絶技巧を伴うが、ピアノパートは比較的簡単だとされる。
演奏時間はおよそ3分弱。